# クレアール
株式会社クレアールは、東京都千代田区西神田に本社を置く、資格取得学校を展開する会社である。

## アカデミー
クレアールでは、「クレアール○○アカデミー」という名称で学校を開設している。「クレアール会計士アカデミー」を始め、税理士、公務員、司法書士など13の講座を展開している。

## 校舎網
校舎
水道橋本校、ライセンスプラザ横浜、ライセンスプラザ大阪、松本校（※）、那覇校（※）
※松本校、那覇校はフランチャイズによる運営。
上記のほか、代ゼミライセンススクールなどの校舎と提携を結んでいる。
代ゼミライセンススクール
代ゼミ札幌校、代ゼミ仙台校、代ゼミ高崎校、代ゼミ柏校、代ゼミ代々木校、代ゼミ浜松校、代ゼミ名古屋校、代ゼミ岡山校、代ゼミ広島校、代ゼミ小倉校、代ゼミ福岡校、代ゼミ熊本校
その他提携先
北海道、青森、宮城、福島（みとみ学園ライセンスアカデミー）、長野、静岡、和歌山、山口（ライセンスアカデミー徳山）、鹿児島

## 公認会計士講座
クレアールの中でも特に力を入れているのが会計士講座である。

### 非常識合格法
クレアールの代名詞とも呼べる石井和人（通称カリスマ）の提唱した非常識合格法は他校とは一線を画す非常に効率的な学習方法である。

### 講師（2010年度）
財務会計論　簿記
- 竹森順一

財務会計論　財務諸表論
- 孔炳龍

管理会計論
- 川本義郎

監査論
- 島崎主税

企業法
- 山本貴文

## 沿革
- 1962年 - 企業経営者養成専門機関「経営指導協会」創立。
- 1969年 - 「経営指導協会」を「東京商科学院」と名称変更。税理士、公認会計士、日商簿記検定などの受験指導を開設。
- 1975年 - 「東京法科学院」設立。
- 1979年 - 学校法人･専修学校認可に伴い、「学校法人東京商科学院専門学校・東京法科学院専門学校」となる。
- 1985年 - 東京法科学院が法律系では東京で初めて専修学校認可を受け、「東京法科学院専門学校」となる。
- 1994年 - 「ほうしょう出版」設置。資格図書の開発･販売を本格展開。
- 1995年 - 大学・社会人のための本格的資格取得指導部門を設置。
- 1998年 - 専門学校のノウハウを凝縮し、大学生・社会人のための本格的資格受験スクールとして「クレアールアカデミー」（株式会社法商学院）を設立し、独立。
- 1998年 - 通信教育分野に本格参入。
- 1999年 - 全国の大学において国家公務員II種試験・地方公務員上級職試験合格対策講座から就職試験対策講座まで幅広く指導（立命館大学、東海大学、亜細亜大学、大東文化大学、文教大学、関東学院大学、千葉商科大学、千葉工業大学、中部大学等）。
- 1999年 - LAライセンスアカデミーをはじめ全国約30拠点にて講座提携。
- 2001年 - 資格試験対策専門スクール「クレアール会計士アカデミー」をはじめ13スクールを設置。社名を「株式会社クレアール」に改称。また、出版ブランドを「クレアール出版」に改称。
- 2011年 -  市場環境の変化に伴い10校を閉鎖、横浜校・梅田校を移転（8月）。 水道橋本校を移転（12月）。